# Gleisenau (Ebelsbach)

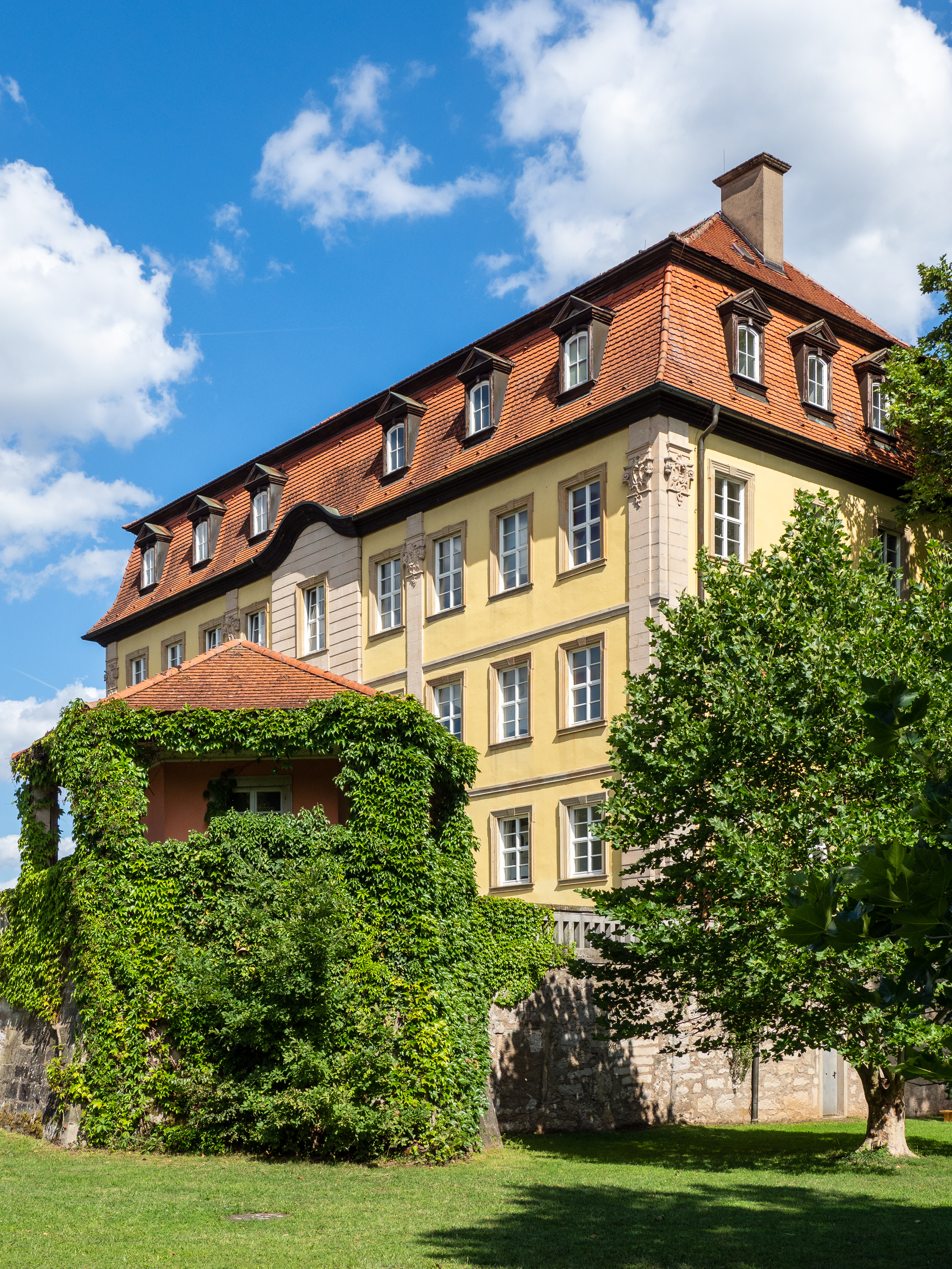
Schloss Gleisenau

Das Pfarrdorf Gleisenau ist ein Gemeindeteil der Gemeinde Ebelsbach im unterfränkischen Landkreis Haßberge in Bayern.

## Geschichte
Urkundlich erwähnt wurde der Ort im 9. Jahrhundert als „Glisinawa“. 
In der Mitte des 16. Jahrhunderts erbaute die Familie Fuchs ein Wasserschloss. In der Mitte des 18. Jahrhunderts ging die Gemeinde an die Familie Groß von Trockau. Aus dieser Zeit stammt das jetzige Schloss mit Schlosskapelle. In den 1960er-Jahren wurden Schloss und Schlosspark von den Groß von Trockau an Privateigentümer verkauft. Bis zur Gebietsreform, die am 1. Juli 1971 in Kraft trat, war Gleisenau eine Gemeinde. Heute dient das Schloss der Gemeinde und der Verwaltungsgemeinschaft Ebelsbach als Verwaltungssitz. Bis 2014 beherbergte das Schloss eine Grundschule.
Die römisch-katholische Schlosskirche (Gleisenau) wurde 1772 im Barockstil erbaut.

## Sohn Gleisenaus
- Ernst Kern (1923–2014), Chirurg, Hochschullehrer in Würzburg, Sohn des von 1919 bis 1957 als Pfarrer in Gleisenau wirkenden Heinrich Kern (1886–1967).